# Hi Scores
Hi Scores – drugi minialbum szkockiego duetu elektronicznego Boards of Canada, a pierwszy wydany przez wytwórnię Skam Records (w 1996 roku).

## Historia i wydania
Po latach wydawania własnych nagrań w ograniczonym nakładzie i własnym sumptem Boards of Canada w 1996 roku nabrali pewności siebie i zaczęli wysyłać swoje utwory do tych wszystkich, do których mieli zaufanie. Pierwszym, który zwrócił na nie uwagę był Sean Booth z Autechre, a pierwszą wytwórnią – Skam Records, która wydała EP-ki Hi Scores i Aquarius.
Hi Scores ukazał się 9 grudnia 1996 roku jako płyta winylowa.
7 września 1999 roku został wznowiony jako CD.
W październiku 2014 roku wytwórnia Skam wydała EP-kę w wersji deluxe. Dźwięk został zremasterowany z oryginalnych taśm DAT, grafikę wzbogacono o lakierowanie punktowe i kolorowe zdjęcie na tylnej okładce, za do całości dołączono plakat. EP-ka została wytłoczona w tzw. ciężkim winylu, a CD wydano jako digipak.
12 maja 2023 roku wytwórnia Warp Records wznowiła EP-kę w formacie digital download (6 plików FLAC).

## Lista utworów

### EP
Lista według Discogs:    
| 1. | Hi Scores             | 4:57  |
|    |                       |       |
| 2. | Turquoise Hexagon Sun | 5:09  |
|    |                       |       |
| 3. | Nlogax                | 6:54  |
|    |                       |       |
|    |                       | 17:00 |
|    |                       |       |

| 1. | June 9th                       | 5:18  |
|    |                                |       |
| 2. | Seeya Later                    | 4:33  |
|    |                                |       |
| 3. | Everything You Do Is A Balloon | 7:03  |
|    |                                |       |
|    |                                | 16:54 |
|    |                                |       |

| 1. | Hi Scores                      | 4:57  |
|    |                                |       |
| 2. | Turquoise Hexagon Sun          | 5:09  |
|    |                                |       |
| 3. | Nlogax                         | 6:54  |
|    |                                |       |
| 4. | June 9th                       | 5:18  |
|    |                                |       |
| 5. | Seeya Later                    | 4:12  |
|    |                                |       |
| 6. | Everything You Do Is A Balloon | 7:04  |
|    |                                |       |
|    |                                | 33:34 |
|    |                                |       |

## Odbiór

### Opinie krytyków
| Oceny łączne      | Oceny łączne |
| Publikacja        | Ocena        |
| ----------------- | ------------ |
| Album of the Year | 88/100       |
| Recenzje          |              |
| Publikacja        | Ocena        |
| AllMusic          | [ 2 ]        |
| Exclaim!          | 9/10         |
| Pitchfork         | 8.7/10       |
| RYM               | 3.74/5       |
| Sputnikmusic      | 4.5/5        |

Zdaniem Seana Coopera z AllMusic Boards of Canada korzysta w swoich kompozycjach, podobnie jak Autechre i Bochum Welt, zarówno z doświadczeń nowej fali, jak i jak i muzyki elektronicznej, ale osiąga lepsze rezultaty brzmieniowe niż wymienieni wykonawcy. „Hi Scores to niemal idealny sześcioutworowy album”, złożony z utworów downtempo, elektronicznych, breakbeatowych i ambientowych, „równie miłych dla uszu, co funkowych dla głowy” – podsumowuje recenzent.
„Choć [Hi Scores] nie była ich [Boards of Canada] pierwszą płytą, to właśnie ona stała się iskrą, która zapoczątkowała ich sławę” – uważa Philip Sherburne z magazynu Pitchfork dając wydawnictwu 8.7 punktu z 10.
„Hi Scores może kwalifikować się jako prawdopodobnie najbardziej istotna reedycja w niemal nieskazitelnym katalogu Boards of Canada” – twierdzi Daniel Sylvester z magazynu Exclaim! komentując reedycję EP-ki z 2014 roku.
„Ta EP-ka wciąż pozostaje jedną z najdoskonalszych w katalogu Boards of Canada. Mieszanka gigantycznych bitów (wystarczy sprawdzić tytułowy utwór inspirowany Autechre lub dyskotekowy 'Nlogax') i telewizyjnych melodii z dzieciństwa, o których istnieniu wszyscy zapomnieliśmy, Hi-Scores to ekstrakt brzmienia duetu i do dziś brzmi zdecydowanie świeżo” – ocenia redakcja magazynu Fact.

### Listy tygodniowe
| Kraj            | Lista                              | Pozycja |
| --------------- | ---------------------------------- | ------- |
| Wielka Brytania | UK Dance Singles and Albums Charts | 34      |